# Toledo North Assembly
Toledo North Assembly (TNAP) is een autoassemblagefabriek van Chrysler in Toledo (Ohio) in Verenigde Staten.
In 1903 begon automerk Pope auto's te bouwen in Toledo. Vier jaar later bracht een recessie hier een einde aan. De fabriek werd in 1909 overgenomen door Overland dat vervolgens Willys-Overland werd dat in Toledo haar thuisbasis had. Tijdens de Tweede Wereldoorlog werd voor het Amerikaanse leger een voertuig ontwikkeld dat later Jeep zou heten. Die Jeeps werden sindsdien in Toledo gebouwd. In 1953 werd Willys-Overland overgenomen door Kaiser dat haar Willow Run-fabriek verkocht en naar Toledo verhuisde. In 1970 werd de zaak overgenomen door American Motors, dat in 1987 weer werd opgekocht door Chrysler.
Nadat de productie van de Jeep Grand Wagoneer in de zogenaamde Stickney-fabriek was beëindigd werd deze fabriek gesloopt en vervangen door de Toledo Noord-assemblagefabriek en het Toledo Zuid-toeleveringspark. Dat laatste werd in 2006 geopend en kostte meer dan twee miljard dollar.
De bouw van de nieuwe fabriek ving aan eind 1997 en kostte $1,2 miljard. De fabriek werd ontworpen om twee modellen te bouwen en een nieuw in productie te kunnen nemen zonder de productie te onderbreken. Het eerste model, de Jeep Liberty, ging in april 2001 in productie. DaimlerChrysler investeerde recent $600 miljoen in de fabriek om er vanaf 2006 de Dodge Nitro te bouwen. Voor de uitrusting van de fabriek werden telkens synergieën gezocht met de fabrieken van Mercedes-Benz in Duitsland.

## Gebouwde modellen
| Afbeelding | Model        | Periode                          |
| ---------- | ------------ | -------------------------------- |
|            | Jeep Liberty | 2001 - 16 augustus 2012          |
|            | Dodge Nitro  | augustus 2006 - 16 december 2011 |